# Gallella
Gallella är en administrativ by i Sri Lanka.   Den ligger i provinsen Centralprovinsen, i den centrala delen av landet, 90 km nordost om huvudstaden Colombo.